# Bökvers
A bökvers rövid, tömör, általában kétsoros, csattanós, gunyoros költemény valaki kárára, esetleg a szerző, vagy a leíró vagy elmesélő feszültségének oldására, érzelmei ventilálására.
Az ókorban és a reneszánsz humanizmus idején az epigramma formátumú bökversek rendkívül gyakoriak voltak (rendkívül csípős nyelvű költőknek számítottak Martialis és Juvenalis). Metrum nélküli formája a XIX. századtól ismert. Gyakran nélkülözi a költőiséget, inkább propagandaisztikus, vagy a gúny eszközeként van jelentősége. A régi magyar népköltészetben nem honosodott meg, kivéve a tréfás vagy csípős sírfeliratokat, amelyek elsősorban Erdélyben voltak jellemzőek, de a 20. század előtt Magyarországon is elterjedtek voltak.
Nem számít nyílt agressziónak, sértésnek vagy káromlásnak.

## Híres költők bökversei
Elismert költők is kipróbálták magukat ebben a stílusban. Kisfaludy Károly Xéniák címmel adott ki bökversgyűjteményt, Kosztolányi Dezső Rím a földi igazságszolgáltatásra című költeménye pedig a következőképpen hangzik:
Itt az ítélet pusztán alaki,
mindig kell a börtönbe valaki.
Szintén Kosztolányi (Esti Kornél rímeiből):
Napoleon vad lába porzik a
szikláidon, sasfészek: Korzika.
Gyerekkorom, mindig téged kereslek,
ha járom a poros-boros Szabadkát.
Mióta labdám elgurult itt,
nem ér az élet egy fabatkát.
Budapest!
Itt éltem én! Lelkek közt! Csupa lélek!
Csupa test!
Kávéház! Mámor! Lángokban leszálló
csuda-est!
Csak az gyülölhet, aki tompa, pudvás,
buta, rest!
Rimet reád még! Színt, mely életemre
odafest!
Ha meghalok, mondjátok siromnál:
Budapest.
Kurt Vonnegut (Az ötös számú vágóhíd):
Élt egy ember Törökhonban,
Szerszámjához így szólt zordan:
"Elherdáltad minden pénzem,
Tönkretetted egészségem,
S pisilni sem tudsz már mostan?"

## Nemzeti
Borneo és Celebes
Magyar volt és magyar lesz!
Karinthy Frigyesnek tulajdonítják
Piros, fehér, zöld az adu,
Lesz még Moszkva magyar falu!
Falfirka

## Szerelmes vers
Bika vagyok, tehén vagy,
Én Te vagyok, Te Én vagy!
Weöres Sándor

## Orosz
A következő kis versikét a népnyelv szerint Jevtusenko írta Dolmatovszkijnak (mások szerint folklór):
Я Евгений, ты Евгений,
Я не гений, ты не гений.
Я говно и ты говно,
Я недавно, ты – давно.
Megint mások szerint Puskin írta.
(Nyers fordításban: Én is Jevgenyij vagyok, te is Jevgenyij vagy, / Én sem vagyok zseni, te sem vagy zseni. / Én is szar vagyok, te is szar vagy, / Én csak nemrég, de te már rég.)

## Lásd még
- Kecskerímek
- Michael Braude-díj, irodalmi díj, melyet a legjobb bökvers írónak adnak az Egyesült Államokban.